# Yatie
Yatie var en regerande drottning över den nordarabiska stammen Qedar under 700-talet f.Kr. 
Hon var den tredje av fem regerande arabdrottningar som finns uppräknade i assyriska dokument: Zabibe, Samsi, Yatie, Te'el-hunu och Tabua.  
Hon sände år 703 f.Kr. förstärkningar under ledning av sin bror Baasqanu till Babylon för att stödja Marduk-apla-iddina II i hans uppror mot Assyrien under Sennacherib. 